# Lliga israeliana de futbol
La Lliga israeliana de futbol, oficialment anomenada Ligat ha'Al (en hebreu: ליגת העל, literalment, Primera Lliga), i avui dia anomenada per raons de patrocini Ligat Toto (en hebreu: ליגת טוטו) és la màxima competició futbolística d'Israel.

## Història
El campionat d'Israel de futbol existeix sota diversos noms des de l'any 1932, en temps del Protectorat Britànic de Palestina.
La Ligat ha'Al fou creada l'any 1999 i reemplaçà la Liga Leumit (que esdevingué segona categoria). La Liga Artzit passà a ser de segona a tercera categoria.
Els darrers anys ha rebut els següents noms comercials:
- 2002-2004: Ligat Pelephone ליגת פלאפון (patrocinada per la companyia telefònica Pelephone)
- 2005-2010: Ligat Toto ליגת טוטו (patrocinada per l'empresa d'apostes Toto Winner Organization)
- 2010-2016: Ligat Winner (patrocinada per l'empresa d'apostes Toto Winner Organization)
- 2016-2018: Ligat Ha'al (patrocinada per l'empresa d'apostes Toto Winner Organization)
- 2016-2018: Ligat Japanika (patrocinada pels restaurants asiàtics Japanika)
- 2018-present: Ligat Habursa Leniyarot Erech ליגת הבורסה לניירות ערך (patrocinada per la Borsa de Tel-Aviv)

El primer classificat de la competició es classifica per la prèvia de la Lliga de Campions. El segon i tercer, així com el campió de copa, es classifiquen per la Copa de la UEFA, si el campió de copa és un dels tres primers, el quart obté la seva plaça. El següent classificat obté plaça per la Copa Intertoto.

## Historial

### Protectorat Britànic de Palestina
- 1931-32:  British Police (1)
- 1932-33: No es disputà
- 1933-34:  Hapoel Tel Aviv FC (1)
- 1934-35: No finalitzà[1]
- 1935-36:  Maccabi Tel Aviv FC (1)
- 1936-37:  Maccabi Tel Aviv FC (2)
- 1937-38: No finalitzà[2]
- 1938-39: No es disputà[3]
- 1939-40:  Hapoel Tel Aviv FC (2)
- 1940-41: No es disputà[4]
- 1941-42:  Maccabi Tel Aviv FC (3)
- 1942-43: No finalitzà[5]
- 1943-44:  Hapoel Tel Aviv FC (3)
- 1944-45: No es disputà[6]
- 1945-46: No es disputà
- 1946-47:  Maccabi Tel Aviv FC (4)

### Lliga d'Israel
- 1948-49: No es disputà
- 1949-50:  Maccabi Tel Aviv FC (5)
- 1950-51: No es disputà
- 1951-52:  Maccabi Tel Aviv FC (6)
- 1952-53: No es disputà
- 1953-54:  Maccabi Tel Aviv FC (7)
- 1954-55:  Hapoel Petah Tikva (1)
- 1955-56:  Maccabi Tel Aviv FC (8)
- 1956-57:  Hapoel Tel Aviv FC (4)
- 1957-58:  Maccabi Tel Aviv FC (9)
- 1958-59:  Hapoel Petah Tikva (2)
- 1959-60:  Hapoel Petah Tikva (3)
- 1960-61:  Hapoel Petah Tikva (4)
- 1961-62:  Hapoel Petah Tikva (5)
- 1962-63:  Hapoel Petah Tikva (6)
- 1963-64:  Hapoel Ramat Gan (1)
- 1964-65:  Hakoah Ramat Gan (1)
- 1965-66:  Hapoel Tel Aviv FC (5)
- 1966-68:  Maccabi Tel Aviv FC (10)
- 1968-69:  Hapoel Tel Aviv FC (6)
- 1969-70:  Maccabi Tel Aviv FC (11)
- 1970-71:  Maccabi Netanya (1)
- 1971-72:  Maccabi Tel Aviv FC (12)
- 1972-73:  Hakoah Ramat Gan (2)
- 1973-74:  Maccabi Netanya (2)
- 1974-75:  Hapoel Be'er Sheva (1)
- 1975-76:  Hapoel Be'er Sheva (2)
- 1976-77:  Maccabi Tel Aviv FC (13)
- 1977-78:  Maccabi Netanya (3)
- 1978-79:  Maccabi Tel Aviv FC (14)
- 1979-80:  Maccabi Netanya (4)
- 1980-81:  Hapoel Tel Aviv FC (7)
- 1981-82:  Hapoel Kfar Saba (1)
- 1982-83:  Maccabi Netanya (5)
- 1983-84:  Maccabi Haifa FC (1)
- 1984-85:  Maccabi Haifa FC (2)
- 1985-86:  Hapoel Tel Aviv FC (8)
- 1986-87:  Beitar Jerusalem FC (1)
- 1987-88:  Hapoel Tel Aviv FC (9)
- 1988-89:  Maccabi Haifa FC (3)
- 1989-90:  Bnei Yehuda Tel Aviv FC (1)
- 1990-91:  Maccabi Haifa FC (4)
- 1991-92:  Maccabi Tel Aviv FC (15)
- 1992-93:  Beitar Jerusalem FC (2)
- 1993-94:  Maccabi Haifa FC (5)
- 1994-95:  Maccabi Tel Aviv FC (16)
- 1995-96:  Maccabi Tel Aviv FC (17)
- 1996-97:  Beitar Jerusalem FC (3)
- 1997-98:  Beitar Jerusalem FC (4)
- 1998-99:  Hapoel Haifa (1)
- 1999-00:  Hapoel Tel Aviv FC (10)
- 2000-01:  Maccabi Haifa FC (6)
- 2001-02:  Maccabi Haifa FC (7)
- 2002-03:  Maccabi Tel Aviv FC (18)
- 2003-04:  Maccabi Haifa FC (8)
- 2004-05:  Maccabi Haifa FC (9)
- 2005-06:  Maccabi Haifa FC (10)
- 2006-07:  Beitar Jerusalem FC (5)
- 2007-08:  Beitar Jerusalem FC (6)
- 2008-09:  Maccabi Haifa FC (11)
- 2009-10:  Hapoel Tel Aviv FC (11)
- 2010-11:  Maccabi Haifa FC (12)
- 2011-12:  Ironi Kiryat Shmona (1)
- 2012-13:  Maccabi Tel Aviv FC (19)
- 2013-14:  Maccabi Tel Aviv FC (20)
- 2014-15:  Maccabi Tel Aviv FC (21)
- 2015-16:  Hapoel Be'er Sheva (3)
- 2016-17:  Hapoel Be'er Sheva (4)
- 2017-18:  Hapoel Be'er Sheva (5)
- 2018-19:  Maccabi Tel Aviv FC (22)
- 2019-20:  Maccabi Tel Aviv FC (23)
- 2020-21:  Maccabi Haifa FC (13)
- 2021-22:  Maccabi Haifa FC (14)
- 2022-23:  Maccabi Haifa FC (15)